# سلیمان رستم
سلیمان رستم (ترکی آذربایجانی: Süleyman Rüstəm) شاعر، نمایش‌نامه‌نویس، مترجم و چهره اجتماعی آذربایجانی بود. وی در کنار داشتن عضویت در اتحادیه نویسندگان جمهوری آذربایجان از سال ۱۹۳۴، دریافت‌کننده نام و نشان‌هایی چون خادم هنر افتخاری آذربایجان شوروی (۱۹۴۳)، «شاعر مردمی آذربایجان شوروی (۱۹۶۰)، جایزه استالین درجه دو (۱۹۵۰)، جایزه دولتی آذربایجان شوروی (۱۹۷۰)، قهرمان کار سوسیالیستی (۱۹۷۶) و همچنین از سال ۱۹۴۰ عضو حزب کمونیست اتحاد شوروی بود.
زندگی‌نامه
سلیمان رستم در ۱۲ مارس سال ۱۹۰۶، در روستای نوخانی باکو در امپراتوری روسیه چشم به دنیا گشود. او ابتدا وارد دانشکده شرق‌شناسی دانشگاه دولتی آذربایجان شده و در سال ۱۹۲۹ از آنجا به رشته ادبیات و هنر دانشگاه دولتی مسکو منتقل گردید. در سال ۱۹۳۵ به عضویت «کمیته مرکزی اجرایی قفقاز جنوبی» درآمود. در سال ۱۹۳۸ نیز به اولین دوره شورای عالی آذربایجان شوروی راه یافت، که تا آخر عمرش به تمامی دوره‌های آن انتخاب شد.
بین سال‌های ۱۹۳۷ تا ۱۹۳۸ ریاست تئاتر درام ملی آکادمی دولت آذربایجان را بر عهده داشت. بعدها به سردبیری روزنامه ادبیات رسید. در سال‌های متعاقب، به عضویت هیئت مدیره اتحادیه نویسندگان آذربایجان، و همچنین هیئت‌های تحریریه مجله‌های «آذربایجان» و «کیرپی» (به فارسی: جوجه‌تیغی)، و نشریه «نویسنده اهل شوروی» درآمد. از سال ۱۹۷۱ الی ۱۹۸۹ ریاست شورای عالی آذربایجان شوروی را به عهده داشت.
در پاس خدماتش از او ۳ بار با اعطاء نشان لنین، دو مورد قهرمان کار سوسیالیستی، لوح تقدیر «کمیته صلح و دفاعی شوروی» و تعداد زیادی از مدال‌ها تقدیر به عمل آمده‌است.
سلیمان رستم در ۱۰ ژوئن ۱۹۸۹ در باکو درگذشت.

## شعر
عمده‌ترین شیوه شعرسرایی این سراینده آذربایجانی اشعار سیاسی و عشقی بود. او تمام اشعارش را بر پایه وزن‌های عروض و «هجا» سرود. یکی از پرخواننده‌ترین و محبوب‌ترین اشعار وی «تبریزیم» (به فارسی: تبریز من) نام دارد.